# Dijodofenilpiruvat reduktaza
Dijodofenilpiruvat reduktaza (EC 1.1.1.96, aromatična alfa-keto kiselina, KAR, 2-okso kiselina reduktaza) je enzim sa sistematskim imenom 3-(3,5-diiodo-4-hidroksifenil)laktat:NAD+ oksidoreduktaza. Ovaj enzim katalizuje sledeću hemijsku reakciju
3-(3,5-dijodo-4-hidroksifenil)laktat + NAD+ {\displaystyle \rightleftharpoons } 3-(3,5-dijodo-4-hidroksifenil)piruvat + NADH + H+
Supstrati dijodofenilpiruvatne reduktaze sadrže aromatični prsten sa piruvatnim bočnim lancom. Najaktivniji supstrati su halogenisani derivati. Jedinjenja sa hidroksi ili amino grupama u 3 ili 5 poziciji su neaktivna.

## Literatura
- Nicholas C. Price; Lewis Stevens (1999). Fundamentals of Enzymology: The Cell and Molecular Biology of Catalytic Proteins (Third изд.). USA: Oxford University Press. ISBN 019850229X.
- Eric J. Toone (2006). Advances in Enzymology and Related Areas of Molecular Biology, Protein Evolution (Volume 75 изд.). Wiley-Interscience. ISBN 0471205036.
- Branden C; Tooze J. Introduction to Protein Structure. New York, NY: Garland Publishing. ISBN 0-8153-2305-0.
- Irwin H. Segel. Enzyme Kinetics: Behavior and Analysis of Rapid Equilibrium and Steady-State Enzyme Systems (Book 44 изд.). Wiley Classics Library. ISBN 0471303097.

## Spoljašnje veze
- Diiodophenylpyruvate+reductase на 